# 申珠雅
申珠雅（韓語：신주아，1984年3月20日—），韓國女演員。

## 演出作品

### 電視劇
- 2004年：SBS《大小姐們》飾演 吳允晶
- 2005年：SBS《我愛你冤家》飾演 姜智秀
- 2005年：SBS《嫁給百萬富翁》飾演 南惠珍
- 2005年：KBS《愛情能在觸電嗎》飾演 吳世梨
- 2005年：MBC《Best劇場－在低潮時哭泣》
- 2006年：MBC《有多愛》飾演 徐在熙
- 2007年：SBS《不良情侶》飾演 李素英
- 2009年：MBC《HERO》飾演 崔昊晶
- 2011年：Channel A《Happy and... 101種夫妻的故事－妻子的紅字》飾演 宥善
- 2012年：Channel A《Happy and... 101種夫妻的故事－你熟睡》飾演 寶拉
- 2012年：SBS《我人生的甘霖》飾演 韓苑美
- 2013年：MBC《歐若拉公主》飾演 朴珠莉（中途退出）
- 2017年：JTBC《Man to Man》飾演 皮恩秀
- 2017年：SBS《Bravo My Life》飾演 姜荷英
- 2021年：TV朝鮮《結婚作詞，離婚作曲》飾演 李秀晶（特別演出）
- 2022年：tvN《Kill Heel》飾演 殷娜拉

### 電影
- 2005年：《芳心朵朵開》飾演 白世美
- 2006年：《女教授的隱秘魅力》飾演 明熙
- 2013年：《女女女》飾演 研彩

### 綜藝節目
- 2019年：JTBC2《惡評之夜》[註 1][1][2]